# Tusen gånger starkare
Tusen gånger starkare er en svensk ungdomsbog fra 2006 skrevet af Christina Herrström. Den blev kåret til Augustprisen. Bogen fortæller om magtspillet mellem drenger og piger.

## Handling
Signe er en 15-årig pige og i hendes klasse er det de larmende drengene og den populære pigen Mimi der bestemmer. Da den nyindflyttede Saga begynder i klassen sker der en ændring. Hun overtræder de uskrevne regler for, hvordan piger skal opføre sig. I begyndelsen får hun ros af lærerne for, at hun tager for sig og er stærk, sammenlignet med de andre piger, men da de følger hendes eksempel, bliver situationen kaotisk.

## Film
I 2010 blev en film baseret på bogen produceret. 